# Estufa de queroseno

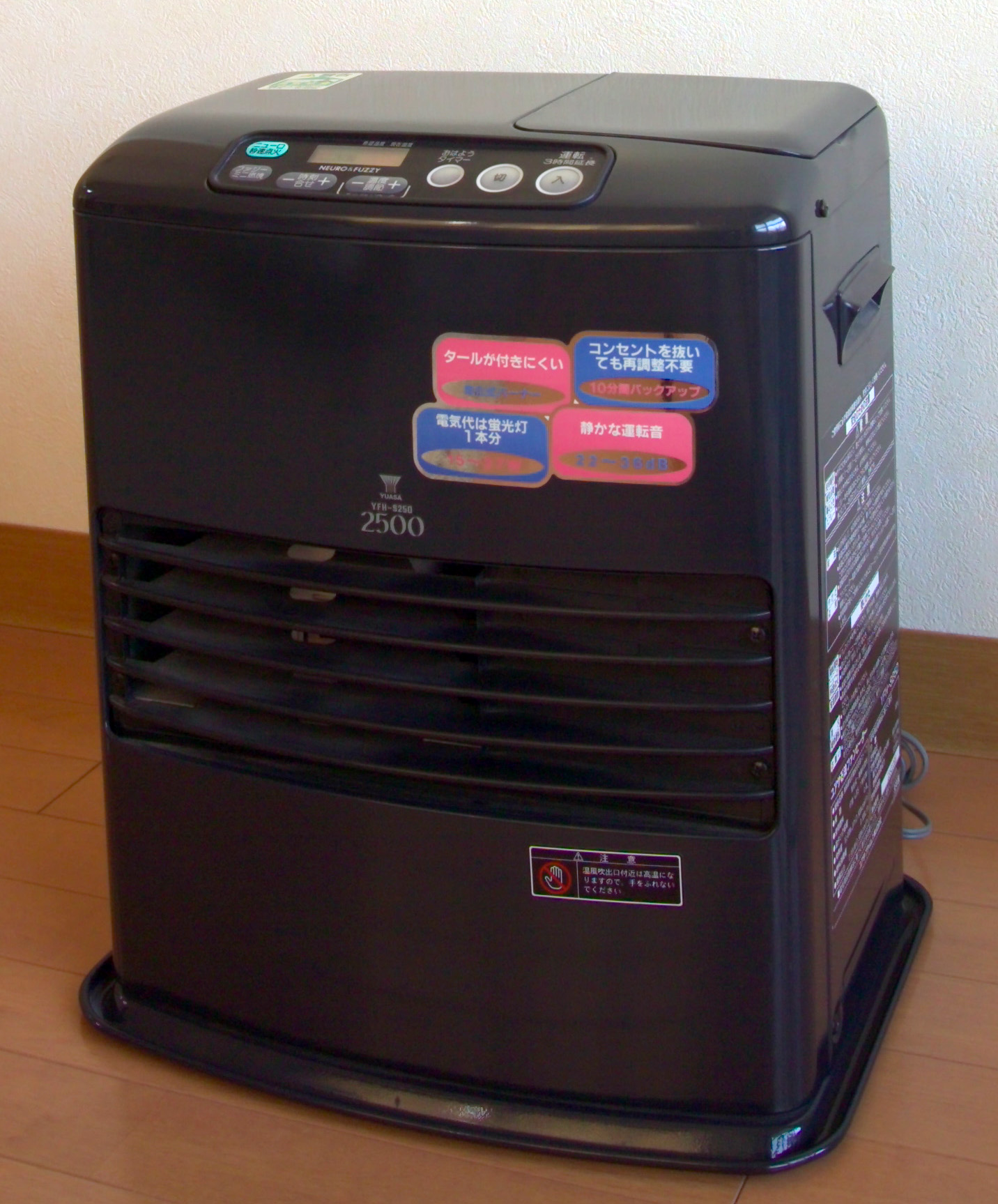
Estufa japonesa

Una estufa de queroseno, también conocida como estufa de petróleo, es un dispositivo de calefacción portátil, sin ventilación, alimentado con queroseno . En Estados Unidos se utiliza principalmente para calefacción complementaria o como una fuente de calor de emergencia durante un corte de luz . En algunos países, especialmente en Japón, utiliza como fuente primaria de calor para el hogar. La mayoría de las estufas de queroseno generan entre 3,3 y 6,8 kW (11.000 a 23.000 BTU por hora).

## Operación
Una estufa de queroseno funciona de forma muy similar a una gran lámpara de queroseno . Con una mecha circular hecha de fibra de vidrio se integra en una unidad o "quemador" montado sobre un depósito (lleno de queroseno ). La mecha extrae el queroseno del depósito por capilaridad . Una vez encendida, la mecha emite llamas dentro del elemento del quemador que calienta el aire por convección o los objetos cercanos por radiación . El quemador está diseñado para oxigenar y distribuir adecuadamente la llama. La altura de la llama es controlada haciendo subir o bajar la altura de la mecha expuesta dentro de la unidad del quemador a través de un mecanismo de ajuste actuado con una ruedecilla. Si se quiere apagar la estufa por completo es necesario reprochar la mecha hacia una cavidad dentro del quemador haciendo extinguir la llama.
Las estufas de queroseno no requieren electricidad para su funcionamiento. La mayoría de las estufas pueden contener una pila o un mechero para encender la estufa sin necesitar ninguna cerilla . Si el arrancador deja de funcionar, la estufa todavía puede ser encendida manualmente.
La metxa requereix un manteniment de rutina. Normalment, si l'estufa de querosè es col·loca a "l'aire lliure" pot funcionar fins que es quedi sense combustible. El quitrà i altres dipòsits de restes de la combustió cremen la metxa. La metxa s'acabarà deteriorant fins al punt que caldrà ser reemplaçada.

## Aspectos de seguridad
Debido a que las estufas de queroseno generalmente carecen de ventilación, todos los productos de la combustión se liberan en el aire interior. Entre ellos se encuentran: hollín, dióxido de azufre, dióxido de carbono, con posibilidad de monóxido de carbono . Una estufa mal ajustada, mal alimentada o mal mantenida puede provocar que se liberen más contaminantes. El uso de una estufa en un hogar con poca ventilación, especialmente en un hogar moderno, bien aislado, podría suponer un riesgo para la salud. La mayoría de los fabricantes sugieren dejar una ventana entreabierta. Las estufas de queroseno nunca deben quedar sin vigilancia, especialmente durante el sueño. Una estufa de queroseno, como cualquier estufa que utiliza combustible orgánico, cuando termina el oxígeno puede producir grandes cantidades de hollín y monóxido de carbono. El incumplimiento de estas precauciones puede resultar en asfixia o intoxicación por monóxido de carbono .
Las superficies calientes de la estufa pueden representar un riesgo de incendio y quemaduras. La llama abierta plantea un riesgo de explosión en los ambientes en los que los vapores inflamables puedan estar presentes, como por ejemplo en un garaje. El uso de combustible inadecuado o contaminado puede causar mal rendimiento, incendio o explosión. Existen los riesgos habituales del almacenamiento de queroseno y también al volver a llenar la estufa, es necesario hacerlo con cuidado.

## Estufas láser
Las modernas estufas láser utilizan queroseno y presentan pocos o ningún peligro respecto a la seguridad como se ha indicado anteriormente. Se desactiva cuando existen niveles peligrosamente bajos de oxígeno en la habitación. Además, como un tipo especial de purificación se utiliza queroseno como combustible, que se quema en casi el 100% de eficiencia, haciendo que la estufa no desprenda casi ningún olor, y sea eficiente y segura para uso en interiores.       